# Можаровка
Можа́ровка (рос. Можаровка) — село у складі Новорського району Оренбурзької області, Росія.

## Населення
Населення — 305 осіб (2010; 378 у 2002).
Національний склад (станом на 2002 рік):
- казахи — 71 %
- росіяни — 27 %